# نيشينوشيما
جزيرة نيشينوشيما (باليابانية: 西ノ島، بالروماجي: Nishinoshima
) تعني الجزيرة الغربية، هي جزيرة تقع في اليابان ضمن أرخبيل أوكي [الإنجليزية] منطقة أوكي (شيمانه)) .
وتبعد الجزيرة على بعد حوالي 250 كم عن  مدينة ماتسوا (شيمانه) .

## طالع أيضًا
- قائمة جزر اليابان حسب المساحة
- الأرخبيل الياباني

## روابط خارجية
- الموقع الرسمي تاون (اليابانية).
- مقدمة من أوكي حدائق الجيولوجية(الإنجليزية).